# Fokalna distonija
Fokalna distonija je stanje praćeno nevoljnim pokretima. Ovi pokreti se karakterišu produženom mišićnom kontrakcijom koja dovodi do uvrtanja, repetitivnih pokreta ili abnormalnog položaja tela koji je rezultat kontrakcije agonističkih i antagonističkih mišića, koji za razliku od generalizovane distonije zahvataju samo jednu regiju tela.
Ova vrsta distonija nije smrtonosna, ali može u velikoj meri smanjiti kvalitet života bolesnika.

## Epidemiologija
Fokalna distonija je češća je od generalizovane distonije sa prevalencijom od 5/100.

## Vrste distonija
Distonija je naziv za grupu stanja koja uključuju nevoljne trzaje, grčenje ili pomicanje mišića. Promene mogu zahvatiti deo tela, kao npr. oči, vrat ili ud  (žarišna distonija), veći deo tela kao vrat ili ruke (segmentna distonija), ruku i nogu iste strane tela (hemidistonija) ili cielo tielo (generalizirana distonija).

### Vrste fokalne distonije.[12]

#### Cervikalna distonija
Najčešća vrsta fokalne distonije je cervikalna distonija koja se javlja kod većine bolesnika oko pete decenij života. Bolest se najčešće razvija postupno, uz osećaj zatezanja ili povlačenja u vratu. Potom se javlja tortikolis – abnormalano zakretanje glave s rotacijom vrata u jednu stranu i elevacijom istostranog ramena. Isto tako može doći i do naginjanja glave koje može biti:
- u lateralnom smeru — prema ramenu što se naziva laterokolis,
- prema napried – anterokolis
- u obliku ekstenzije glave - retrokolis.[11]

#### Blefarospazam
Druga najčešća fokalna distonija je blefarospazam uzrokovana kontrakcijama kružnog mišića oka (m. orbicularis oculi), koja može dovesti od učestalog treptanja, koje je udruženo sa osećajem suvoće ili iritacije očiju, pa sve do ozbiljnog ometanja vidne fukcije zbog kloničke ili toničke kontrakcije mišića.
Javlja se uglavnom u starijem životnom dobu i to najčešće obostrano, mada ponekad može biti zahvaćena samo jedna strana. Tačna priroda bolesti nije do kraja poznata, a napad može izazvati jako ili trepćuće svetlo, vetar, prašina i drugi iritirajući faktori.

#### Oromandibularna distonija
Oromandibularna istonija se karakteriše zahvatanjem bilo kojeg mišića koji otvara, zatvara čeljust ili uzrokuje protruziju i lateralno pomeranje čeljusti. Zbog takvog patofiziološkog mehanizma, bolesnik često ima poteškoće s govorom i gutanjem.

#### Laringealna distonija
Laringealna distonija je oblik fokalne distonije kod koje je uzrok spazam glasnica, koji rezultuje spazmodičom disfonijom u adduktorskom ili abduktorskom obliku, proizvodeći hipofoniju.

#### Piščeva šaka
Najčešća radnja kojom je izazvana fokalna distonija je „piščev grč“ (eng. writer's cramp) ili piščeva šaka. Kod takve akcijske fokalne distonije postoji nenormalan položaj šake koji se javlja tokom specifične voljne aktivnosti. Takav položaj šake nastaje zbog kontrakcije fleksora ili ekstenzora.
Uglavnom se javlja između 30. i 50. godine života, a praćena je osećajem zatezanja ili bola u prstima ruke i podlaktici sa fleksijom palca i kažiprsta, pronacijom ruke i ulnarnom devijacijom.

## Dijagnoza
Dijagnoza fokalnih distonija često je otežana zbog njihove veoma varijabilne kliničke slike. Prvi korak je isključiti bilo koje stanje koje oponaša distonija, ili pseudodistoniju, a potom je svrstati u odgovarajuću kategoriju prema aktualnoj podjeli i klasifikaciji.
Neuroimidžing je koristan za prikaz neke strukturne patologije, a gensko testiranje koristi se u slučajevima kada postoji pozitivna porodična anamneza. Testiranje se radi kod pacijenata mlađih od 30 godina kojim je zahvaćen bilo koji ud ili postoji pozitivna porodična anamneza rano nastupajuće distonije.

## Klinička slika
Bolesnici s fokalnom distonijom češće imaju lošiji kvalitet noćnog sna (potrebno im je duže vremena da zaspu, bude se tokom noći kako bi obavili nuždu, imaju ružne snove, trpe bolove tijekom noći i češće uzimaju hipnotik). Dok dnevna pospanost nije izraženija u odnosu na ostale vrste distaonije
Lošija kvaliteta sna kod ovih bolesnika negativno utiče na kvalitet života, primarno ograničenjem aktivnosti zbog telesnog zdravlja i telesnog bola.

## Terapija
Lečenje distonija, posebno onih u dečjem uzrastu predstavlja veliki izazov i potrebna su dalja
istraživanja kako bi se otkrile najbolje kombinacije različitih terapija koje će dovesti do
zadovoljavajućih funkcionalnih rezultata.
U terapiji distonija primenjuje se:
- Мedikamentozna terapija: oralno (levodopa, antiholinergici, baklofen, benzodiazepini, tizanidin, tetrabenazin) ili lokalno (botulin toksin).[24][11][25]
- Druge vrste terapija: duboka moždana stimulacija (deep brain stimulation-DBS), kao i neinvazivne tehnike: transkranijalna električna stimulacija (transcranial direct current stimulation-tDCS) i transkranijalna magnetna stimulacija (transcranial magnetic stimulation- TMS).[24][26]

## Literatura
- Tubiana, Raoul, Amadio, Peter C.; Medical Problems of the Instrumentalist Musician; UK; Martin Dunitz (2000); 295-397
- Rich, Robert F.; Mackin, Evelyn; Callahan, Anne; A. Lee Osterman; Terri M. Skirven; Schneider, Lawrence J. (2002). Hunter, Mackin & Callahan's Rehabilitation of the Hand and Upper Extremity (2 Volume Set). St. Louis: Mosby. стр. 2053—2075 ("Focal Hand Dystonia"). ISBN 978-0-323-01094-8.
- Farias, Joaquin. „Limitless. How your movements can heal your brain. An essay on the neurodynamics of dystonia”. Galene Editions. 2016..
- Farias, Joaquin. „Intertwined. How to induce neuroplasticity. A new approach to rehabilitating dystonias”. Galene Editions. 2012..
- Farias, Joaquin. "Rebellion of the body. Understanding musician's Focal dystonia". Galene Editions 2004.
- Leisner, David (2007). „Curing Focal Dystonia or How to Play the Guitar with Large Muscles”. Guitar Review. 133: 10—15.
- Pascual-Leone A (2001). „The brain that plays music and is changed by it”. Ann. N. Y. Acad. Sci. 930 (1): 315—329. Bibcode:2001NYASA.930..315P. PMID 11458838. doi:10.1111/j.1749-6632.2001.tb05741.x.
- Solomon, Jason W. (2007). „What Every Guitarist Should Know: A Guide to the Prevention and Rehabilitation of Focal Dystonia” (PDF). Guitar Review. 133: 2—9. Архивирано из оригинала (PDF) 20. 10. 2007. г.
- Farias, Joaquin - Farias Technique
- Gorrie, Jon. "Musician's Focal Dystonia"

## Spoljašnje veze
- Phenomenology and Classification of Dystonia: A Consensus Update (jezik: engleski)

|  | Molimo Vas, obratite pažnju na važno upozorenje u vezi sa temama iz oblasti medicine (zdravlja). |